# 1,3-Propan sulton
1,3-Propan sulton je organosumporno jedinjenje sa formulom (CH2)3SO3.  On je ciklični sulfonatni estar, klasa jedinjenaj koja se naziva sultonima. On je bezbojna čvrsta materija koja se lako topi.
Kao što je tipično za aktivirane estre, 1,3-propan sulton je alkilirajući agens. On se lako hidrolizuje do hidroksisulfonske kiseline.
1,3-Propan sulton je toksičan, karcinogen, mutagen, i teratogen.